# Furlanija
Furlanija (furlansko Friûl, italijansko Friuli, nemško Friaul) je pokrajina v severovzhodni Italiji, ki pokriva večji del ozemlja italijanske dežele Furlanija - Julijska krajina  in se razprostira od Furlanske nižine na jugu do Karnijskih Alp na severu. Glavno mesto Furlanije je Videm.
Zgodovinsko je Furlanija opredeljena kot ozemlje med rekama Livenza na zahodu in Timava na vzhodu. Danes je to ozemlje razdeljeno med upravnima pokrajinama Furlanijo - Julijsko krajino in Benečijo. Ime je dobila po starorimskem imenu Forum Iulii (danes Čedad), ki je bilo njihovo najpomembnejše mesto v teh krajih in prvih 160 let tudi prvo središče oz. glavno mesto Furlanije.

## Zgodovina
Ozemlje so Rimljani kolonizirali v drugem stoletju pr. n. št. Najpomembnejše središče Furlanije je bil tedaj Oglej (Aquileia), znan kot četrto najpomembnejše mesto v apeninskem delu cesarstva in kot sedež Desete vojaške regije (X Regio Venetia et Histria).
V 6. stoletju (569) so se ob rimsko cesto Via Iulia Augusta, ki je iz Ogleja vodila v Norik na Koroškem, naselili Langobardi in tu ustanovili svojo prvo kneževino (Vojvodina Furlanija). Zgradili so obrambni limes, s številnimi gradovi in zapornimi zidovi, proti navalom Obrov in Slovanov, ki so silili na ravnino. Kljub temu so Slovani leta 611 prodrli precej na jug, preko Furlanije do Krasa. Naslednje navale priseljencev je limes zaustavil na predgorju Alp. Tako je bila na ločnici med hribi in ravnino zakoličena tudi narodnostna meja med hribovskimi Slovenci in ravninskimi Furlani, dediči Langobardov, ki se je v dokajšnji meri obdržala vse do danes.
Langobardska kneževina je trajala do leta 781, ko jo je frankovski cesar Karel Veliki vključil v svoje posesti. Leta 1014 je s kronanjem cesarja Henrika II. ozemlje postalo del Svetega rimskega cesarstva. Leta 1077 je cesar Henrik IV. podelil knežji naslov patriarhu Sigehardu, s čimer je bila postavljena osnova za novo politično telo.

### Patrie dal Friûl
Oglejska škofija je že v 5. stoletju obsegala ozemlja, ki so segala do reke Pad, proti severu vključno z Gardskim jezerom, do Donave, na vzhod do Save in na jugozahod do Istre in njene zahodne obale. 
Ko je leta 1077 patriarh Sigehard od cesarja Henrika IV. prejel prinčevsko investituro za »kneza Furlanije in markiza Istre«, je patriahat oz. oglejski cerkveni principat, postal direktni fevd Svetega Rimskega cesarstva.
Nasledniki patriarha Sigeharda so bili skoraj vsi germanskega rodu in so vodili procesarsko politiko, ki jim je dovolila, da so kmalu priključili svojim posestvom še dele Istre, Trst, Koroško in Štajersko. Meja med Oglejskim patriarhatom in Nadškofijo Salzburg je potekala po reki Dravi. V naslednjih desetletjih je patriarhat deloval večinoma kot vsako drugo politično telo tiste dobe, vključno z sodelovanjem v bitkah med gvelfi in gibelini ter v drugih oboroženih spopadih za pridobitev ali obrambo ozemlja.
Ker zelo obsežnega ozemlja oglejskega patriarhata pod cerkveno in tudi politično oblastjo oglejskih patriarhov (ki so v političnem vidiku ponekod presegali celo salzburške nadškofe) ni bilo mogoče učinkovito pastoralno voditi neposredno s sedeža patriarhata v Vidmu, je bilo ozemlje že v 11. stoletju razdeljeno na manjše enote in okrožja, ki so se imenovala arhidiakonati. Arhidiakonate so vodili arhidiakoni, kot neposredni patriarhovi zaupniki, poverjenci in namestniki. V 11. stoletju je imel oglejski patriarhat tri arhidiakonate, v 16. stoletju jih je bilo že sedem. Kasneje so bile na ozemlju patriarhata ustanovljene razne, sprva sufraganske škofije (Ljubljana 1461, Gorica 1751, Videm 1752).
Priznanje, da je patriarhat prerasel v suvereno politično skupnost, je prišlo leta 1366, ko je patriarh Marquard von Randeck izdal Constitutiones Patriae Foriiulii, to je Ustavo Furlanskega patriarhata, ki je bila zbirka vseh dotlej izdanih zakonov. Na tej podlagi se vse obdobje patriarhata od investiture (1077) do leta 1420 šteje za dobo neodvisnega delovanja Patrie dal Friûl (furlanskega parlamenta).
Oglejski patriarhat je z delovanjem furlanskega parlamenta od leta 1231 postal pomemben politični akter svoje dobe. V parlamentu so bili namreč zastopani ne samo plemstvo in kler, temveč tudi vse furlanske komune. V prvi polovici šestnajstega stoletja je bila vključena še četrta veja parlamenta, ki je zastopala kmete. Glavne pristojnosti parlamenta so bile: obramba patriarhata, davčne obveznosti, zunanja politika, izdajanje zakonov, sodstvo, javna uprava. Posebno skrbno so bile določene obveznosti v primeru vojne, na primer koliko orožja je moral prispevati vsak poslanec, koliko mož je moral prispevati vsak podeželski okraj in koliko vsaka meščanska družina. Parlament se je zadnjič sestal leta 1805 in se zato uvršča med najdlje trajajoče evropske parlamente.

### Beneška oblast
V prvih letih petnajstega stoletja je furlanska kneževina stopila v vojno z Beneško republiko, ki si je hotela prilastiti njene trgovske poti in zveze, cesarstvo pa se ni hotelo odpovedati fevdu, ki je dovoljeval dostop do morja. Sledile so dolge in krvave bitke in na koncu so prevladali Benečani, ki so leta 1420 prevzeli oblast nad Furlanskim patriarhatom. Marquardov zakonik je ostal v veljavi – razen v zunanjepolitičnih zadevah - tudi po prehodu pod beneško upravo in je bil ukinjen šele leta 1797, ko je Beneška republika propadla in je Furlanija prešla pod Habsburžane.

### Avstrijska oblast
Beneška republika se je dolgo borila s Habsburžani za oblast nad Furlanijo. Od leta 1516 dalje je bila vsa vzhodna Furlanija v avstrijskih rokah, po ukinitvi republike leta 1797 pa tudi ostali deli. Avtonomno administracijo je Furlanija ohranila vse do leta 1805. Med letoma 1815 in 1856 je velik del Furlanije spadal pod Lombardsko-beneško kraljestvo.

### Priključitev k Italiji
Območje kasnejših (sedaj nekdanjih) pokrajin Videm in Pordenone je bilo priključeno Italiji leta 1866. Za vzhodni del Furlanije sta se Avstro-Ogrska in Italija borili še v prvi svetovni vojni, medtem ko so Furlani zahtevali samostojnost. Kljub temu, da je večina prebivalstva govorila nemško, slovensko ali furlansko, je bila dežela po vojni dodeljena Italiji. Pod fašizmom so bile te manjšine podvržene italijanizaciji in Nemci so se skoraj vsi odselili. Tudi veliko Slovencev in Furlanov se je odselilo, a večina je ostala. Tudi druga svetovna vojna, ki je sicer hudo prizadela deželo, ni razrešila problemov. Furlanija je ponovno zahtevala neodvisnost, vendar je Italijanska Republika dovolila samo združitev z Julijsko krajino v deželo »s posebnim statutom«.
- Krmin
- Mestna hiša, Pordenone
- Ostanki rimskega foruma, Oglej
- Palmanova
- Čedad
- Humin
- Videm
- San Daniele del Friuli
- Spilimbergo
- Gradež